# 17 cm Kanone 18 in Mörserlafette
17 cm Kanone 18 in Mörserlafette – niemiecka ciężka armata polowa z okresu II wojny światowej.  Armata została zaprojektowana przede wszystkim do prowadzenia ognia przeciwartyleryjskiego i była używana zazwyczaj jako artyleria korpusowa. Armata weszła do służby w 1941, używała ona tego samego łoża i podwozia co ciężka haubica 21 cm Mörser 18. Planowano używać tych jednostek jako wzajemnie się uzupełniających, w rzeczywistości jednak okazało się, że pomimo mniejszego kalibru pociski armaty K 18 miały niewiele mniejszą moc niszczącą od haubicy M 18 przy znacznie większym zasięgu maksymalnym i ostatecznie zaprzestano produkcji haubicy koncentrując się wyłącznie na produkcji 17 cm Kanone 18. Armata ta była używana do końca wojny.